# جوهرة أغسطس
جوهرة أغسطس أو الرصيعة الأوغسطية (بالإنجليزية: Gem of Augustus)‏ (باللاتينية: Gemma Augustea) هي عبارة عن جوهرة رومانية قديمة منخفضة النقوش محفورة من حجر الجزع العربي ذي الطبقات المزدوجة. وتعد من أشهر القطع التي نُحِتت، وهي تنتمي للفن الخاص والفن الرسمي الذي يتأثر بالفنون السابقة كالفن اليوناني والفن الهلنستي والفن الإتروسكي. وهي الآن محفوظة في متحف فيينا.

## التأريخ
يرجع تأريخ هذه القطعة لما بين 9 ميلاديًا و12 ميلاديًا، في عصر الإمبراطور أغسطس أكتافيوس.

## الوصف

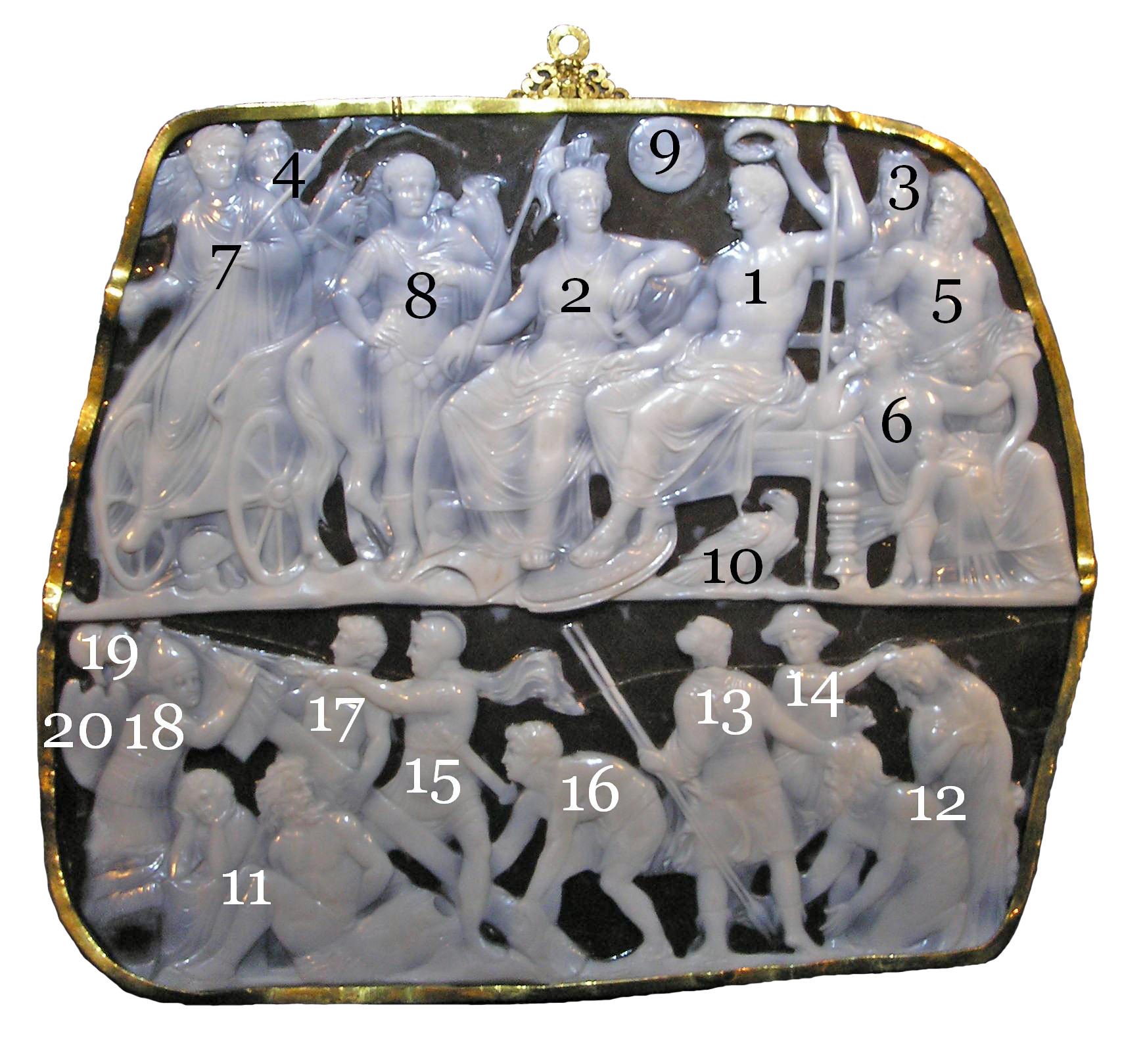
جوهرة أغسطس

هي قطعة صغيرة الحجم مساحتها 19سم × 23 سم. مصنوعة من الجزع وهو من الأحجار الكريمة ومطلية بالذهب والفضة، ويُصوَّر عليها مشهدان:

### المشهد العلوي
يُصُور الإمبراطور أغسطس جالسًا ويغطى نصفه السفلي بغطاء ملفوف حوله ويصور وهو رافعًا يده اليسرى ويمسك بها صولجان، ويوجد تصوير لنسر عند قدمي أغسطس. وتُصوَّر أويكمينا خلف الإمبراطور أغسطس تمسك في يدها اليمنى تاجًا لتتوج به الإمبراطور، وهو إكليل من أوراق البلوط.
 يقف بجوار أويكمينا أوقيانوس. كما تصور الإلهة تيلوس وهي جالسه أمامهم على الأرض وهي تمسك بيديها اليسرى قرن الرخاء ويوجد الطفلان رومولوس ورموس أحدهم متكئًا على فخذها الأيمن والآخر صُوِّر خلف ذراعها الأيسر. وصُورت الإلهة روما تجلس بجوار أغسطس من الجانب الأيمن له وهي تنظر له بإعجاب وراحة وكأنها انخرطت في محادثة سرية مع الإمبراطور أغسطس، وصورت روما وهي ترتدي تاج ثلاثي وتمسك بيدها اليمنى رمحًا وتقبض بيدها اليسرى على مقبض سيف معلَّق على جانبها. ويصور تيبيريوس وهو يرتجل من عربته التي تقودها أنثى مجنحة من المحتمل أن تكون الإلهة فيكتوريا. ويصور بجوار تيبريوس جايوس قيصر (جرمانيكوس).

### المشهد السفلي
يُصور من جهة يسار القطعة بعض السجناء ويظهر عليهم الحزن والتعب وصُوِر من جهة اليمين مجموعه من الجنود وهم يرفعون الصاري.

## الهدف الإنشائي
حين أدرك أغسطس أهميه الدعاية والإعلام اعتمد على الفن كوسيلة للدعاية السياسية لعصره فقد اهتم بالفن لأن الفن يعتبر وسيلة لمعرفة الأفكار التي تمثلت في العمارة والتماثيل والنحت سواء كان نحت على اللوحات أو الأحجار أو النحت علي الأحجار الكريمة وتاتي النصوص والنقوش لكي تكشف عن هذه الأفكار. فكانت هذه القطعة الكريمة تعمل كدعاية سياسية للعصر الأغسطسي. كما أن المشهد العلوي من الرصيعة الأغسطسية يهدف لتأليه أغسطس وأيضًا المشهد العلوي يهدف إلى تولية الخلافة لتيبيريوس أو جرمانيكوس.

## التحليل
عند تحليل أي قطعة أثرية لابد من معرفة تاريخ ومعتقدات العصر الذي تنتمي له هذه القطعة، كما يجب فهم كل ما يعتمد عليه التحليل سواء كانت رموز أو تعبيرات أو التجسيد أو لغة الجسد، أي أن التحليل لم يعد تحليل إلا بدراسة وفهم هذه العناصر:

### الرمز
يعتبر الرمز أساس الحياة الاجتماعية، والحياة الاجتماعية ما هي إلا لغة، واللغة عبارة عن كلمات ورموز، فالكلمات ما هي إلا وسيلة للتعبير عن أي موضوعٍ ما قد يطول شرحه أو يقصر (بالكلمات)، أما الرمز فهو الوسيلة التي تعبر عن الرسائل المختصرة في أقل حيز ممكن، ومن أشهر الفنون وأقدمهم في استخدام لغة الرمز الفن المصري القديم، فتظهر بعض الرموز في هذه القطعة وهي:
- القرن الذي تمسكه الإلهة تيلوس يرمز للرخاء والخير.
- الطفلان ريموس وريمولوس رمز لتأسيس مدينة روما.
- النسر، ويرمز للرخاء.
- الصاري الذي يرفعه الجنود يرمز للنصر.
- تعبيرات الشعوب المقهورة ترمز لسيادة روما على هذه الشعوب.
- الحجر يرمز للسلام والرخاء الذي عم إيطاليا وكل الولايات الرومانية بالقضاء على الشعوب المتبربرة.[4]

### التجسيد
ما هو إلا تمثيل لفكرة أو مكانٍ ما في صورة كائن حي سواء كان إنسان أو حيوان. ففي الرصيعة الأغسطسية تظهر تجسيدات لإيطاليا ولروما وكذلك النصر متجسد في:
- الإلهة روما تجسيد لمدينة روما.
- الإلهة تيلوس تجسيد لإيطاليا.
- الإلهة فيكتوريا تجسيد للنصر.
- الإلهة أويكمينا تجسيد للعالم المأهول.[6]

### لغة الجسد
تظهر لغة الجسد هنا متمثلة في:
- وضعية جلوس روما وهذا الوضع يعبر عن اطمئنانها.
- نظرات روما لأغسطس فيه لغة جسد لأنها تنظر بإعجاب للإمبراطور أغسطس.[6]